# Konstancin-Jeziorna (gmina)
Konstancin-Jeziorna (utworzona w 1973 w miejsce gminy Jeziorna i gminy Skolimów-Konstancin) – gmina miejsko-wiejska w województwie mazowieckim, w powiecie piaseczyńskim. 
W latach 1975–1998 gmina położona była w województwie warszawskim.
Siedziba gminy to Konstancin-Jeziorna.
Według danych za rok 2013 gminę zamieszkiwało 24 805 osób.

## Struktura powierzchni
Według danych z roku 2002 gmina Konstancin-Jeziorna ma obszar 78,28 km², w tym:
- użytki rolne: 63%
- użytki leśne: 13%

Gmina stanowi 15,44% powierzchni powiatu.

## Demografia

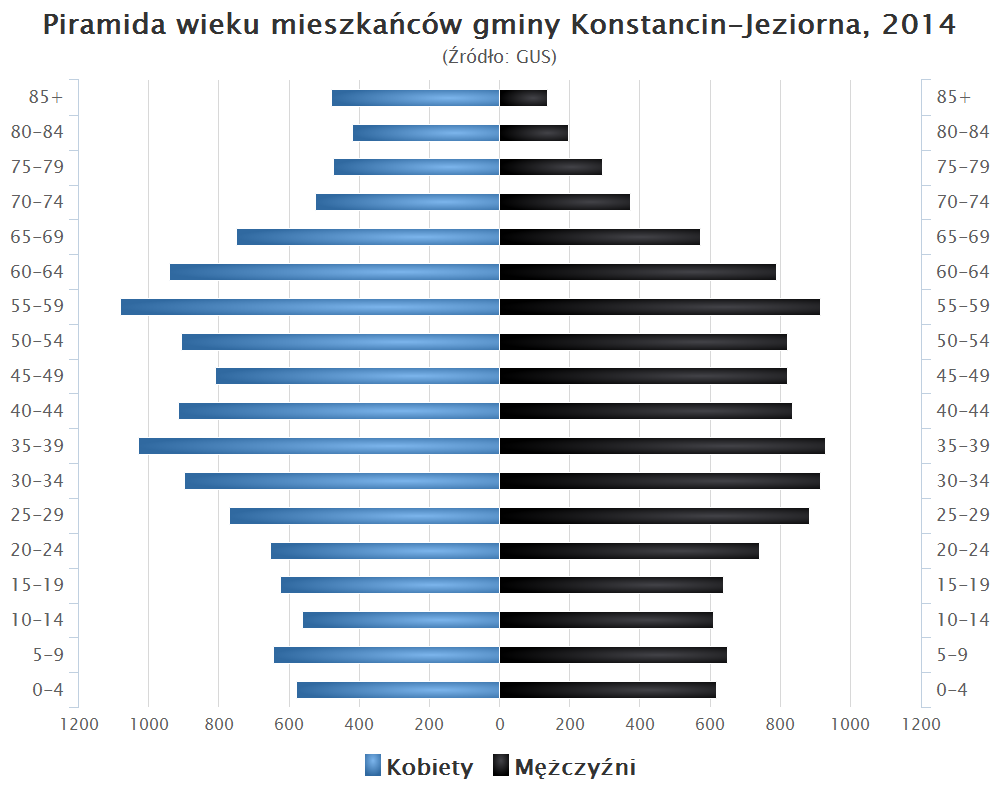
Piramida wieku mieszkańców gminy Konstancin-Jeziorna w 2014 roku

Dane z 31 grudnia 2009:
| Opis                              | Ogółem | Ogółem | Kobiety | Kobiety | Mężczyźni | Mężczyźni |
| --------------------------------- | ------ | ------ | ------- | ------- | --------- | --------- |
| jednostka                         | osób   | %      | osób    | %       | osób      | %         |
| populacja                         | 23 805 | 100    | 12 558  | 52,6    | 11 247    | 47,4      |
| gęstość zaludnienia (mieszk./km²) | 304,1  | 304,1  | 160,4   | 160,4   | 143,7     | 143,7     |

## Władze lokalne
W latach 2010–2024 burmistrzem miasta i gminy był Kazimierz Jańczuk. W 2024 burmistrzem został Michał Wiśniewski.

## Sołectwa
Bielawa, Borowina, Cieciszew, Ciszyca, Czarnów, Czernidła, Dębówka, Gassy, Habdzin, Kawęczyn, Kawęczynek, Kępa Oborska, Kępa Okrzewska, Kierszek, Łęg, Obory, Obórki, Okrzeszyn, Opacz, Parcela, Piaski, Słomczyn, Turowice.
Na terenie Konstancina-Jeziorny wyodrębnione są dwa osiedla: Osiedle Mirków, Osiedle Grapa.

## Sąsiednie gminy
Góra Kalwaria, Józefów, Karczew, Otwock, Piaseczno, m.st. Warszawa